# ستيف شيلتون
ستيف شيلتون (بالإنجليزية: Steve Shelton)‏ هو مهندس أمريكي، ولد في 16 مايو 1949.